# كأس السوبر السعودي 2024
كأس السوبر السعودي 2024 أو كأس الدرعية للسوبر السعودي لأسباب الرعاية للعام الثاني على التوالي، يُعتبر النسخة الحادية عشرة من بطولة كأس السوبر السعودي منذُ انطلاقتها عام 2013، والنُّسخة الثَّالثة بالتَّنظيم الجديد للبطولة بمشاركة أربع فرق على كأس السوبر السعودي، باعتماد مجلس إدارة الاتحاد السعودي لكرة القدم في 19 فبراير 2022 مشاركة أربعة فرق بهدف رفع مستوى المنافسة بتوسيع قاعدة المشاركة ورفع القيمة التسويقية للبطولة، وإقرار آليتين مؤهلة للمشاركة في بطولة السوبر بمشاركة بطل ووصيف الدوري والكأس، والآلية الآخرى في حال تكرار أحد الفرق الأربعة يتم اللجوء إلى ترتيب أندية دوري روشن السعودي. وستقام البطولة من ثلاث مباريات هي مباراتي الدور نصف النهائي والمباراة النهائية. أُجريت قرعة كأس السوبر السعودي 2024–25 غير موجهة من دون تحديد أي مستويات بين الفرق الأربعة المتأهلة للمشاركة نادي الهلال والنصر والأهلي والتعاون في 28 مايو 2024، بحيث يلتقي الفائز من المباراتين في النهائي، من المقرر أن تقام البطولة في شهر أغسطس 2024 لكن لم يتحدد بعد مكان إقامة البطولة وقت إجراء القرعة، يشارك هذا الموسم نادي الهلال بصفته بطل دوري روشن للمحترفين موسم 2023–24، والنصر بصفته وصيف دوري روشن للمحترفين موسم 2023–24، والأهلي فالتعاون بصفتهما صاحبي المركز الثالث والرابع على التوالي في دوري روشن للمحترفين موسم 2023–24.
أعلن الاتحاد السعودي لكرة الفدم يوم الجمعة 12 يوليو 2024 توقيع الاتحاد السعودي لكرة القدم والهيئة السعودية للسياحة ممثلة بـ (روح السعودية) اتفاقية تصبح بموجبها روح السعودية هي الهوية الرسمية للسياحة السعودية، شريك الاستضافة لبطولة كأس السوبر السعودي 2024-2025 والتي ستقام في مدينة أبها خلال الفترة من 13 ـ 17 أغسطس 2024، جاءت الاتفاقية امتدادًا للحراك الرياضي الكبير في المملكة العربية السعودية، والذي يعكس الالتزام بتحقيق التميز والارتقاء بمستوى كرة القدم السعودية. توج نادي الهلال يوم السبت 17 أغسطس بطلاً لكأس الدرعية للسوبر السعودي 2024، بعد تغلبه على نادي النصر بنتيجة 4-1 في المباراة التي أقيمت على ملعب مدينة الأمير سلطان بن عبد العزيز الرياضية بمدينة أبها، انتهى الشوط الأول بتقدم النصر عن طريق النجم البرتغالي كريستيانو رونالدو مع قرب نهاية الشوط الأول، لم يستمر تقدم النصر طويلا عن تمكن نادي الهلال من معادلة النتيجة بداية الشوط الثاني عبر الصربي سيرغي ميلينكوفيتش سافيتش في الدقيقة 55، ثم تمكن مهاجم الهلال ألكسندر ميتروفيتش من النتيجة بإحرازه الهداف الثاني في الدقيقة 63 والهدف الثالث في الدقيقة 69 فيما جاء هداف تعزيز النتيجة البرازيلي مالكوم بعدما تمكن من مضايقة المساحة والاستفادة من خاطى حارس مرمى نادي النصر الجديد البرازيلي بينتو في الدقيقة 72 من الشوط الثاني محرزاً رابع أهداف نادي الهلال في المباراة ليتوج نادي الهلال بلقب بطل كأس السوبر السعودي لكرة القدم للمرة الثانية على التوالي والخامسة في تاريخه.

## آلية المشاركة

### الآلية الأولى
يُلجأ إلى تطبيق الآلية الأولى للمشاركة في بطولة كأس السوبر السعودي بعد اعتماد الاتحاد السعودي لكرة القدم مشاركة الفرق في المسابقة بالتنظيم الجديد في حال لم يتواجد تكرار من قبل فريق من الفرق الأربعة في تحقيق بطل أو وصيف كأس خادم الحرمين الشريفين وبطل أو وصيف دوري روشن السعودي وعليه يكون التوزيع مباريات نصف النهائي كالتالي.
| مباراة نصف النهائي الأولى                               | مباراة نصف النهائي الأولى | مباراة نصف النهائي الأولى | مباراة نصف النهائي الأولى | مباراة نصف النهائي الأولى |
| ------------------------------------------------------- | ------------------------- | ------------------------- | ------------------------- | ------------------------- |
| بطل دوري روشن السعودي ضد وصيف كأس خادم الحرمين الشريفين |                           |                           |                           |                           |
| مباراة نصف النهائي الثانية                              |                           |                           |                           |                           |
| بطل كأس خادم الحرمين الشريفين ضد وصيف دوري روشن السعودي |                           |                           |                           |                           |

### الآلية الثانية
يُلجأ إلى تطبيق الآلية الثانية للمشاركة في بطولة كأس السوبر السعودي إذا تكرّر فريقٌ واحد على الأقل من الفرق الأربعة في حمل مسمّى بطل أو وصيف كأس خادم الحرمين الشريفين مع مسمّى بطل أو وصيف دوري روشن السعودي، في حال حدوث ذلك يتم استكمال الفريق أو الفريقين المشاركة باللجوء إلى ترتيب فرق دوري روشن السعودي، من المركز الأوّل إلى الرابع، ومن ثم تُجرى قرعة مفتوحة، وهذه هي الآلية المُستخدمة في قرعة كأس السوبر السعودي 2024. وتكون آلية إقامة مباريات نصف النهائي كالتالي.
| مباراة نصف النهائي الأولى                                                             | مباراة نصف النهائي الأولى | مباراة نصف النهائي الأولى | مباراة نصف النهائي الأولى | مباراة نصف النهائي الأولى |
| ------------------------------------------------------------------------------------- | ------------------------- | ------------------------- | ------------------------- | ------------------------- |
| تلعب مباراة نصف النهائي الأولى بين الفريق رقم 1 في القرعة ضد الفريق رقم 2 في القرعة.  |                           |                           |                           |                           |
| مباراة نصف النهائي الثانية                                                            |                           |                           |                           |                           |
| تلعب مباراة نصف النهائي الثانية بين الفريق رقم 3 في القرعة ضد الفريق رقم 4 في القرعة. |                           |                           |                           |                           |

### التوزيع الجغرافي للأندية
حُدّدت الفرق الأربعة المُشاركة في مسابقة كأسِ السوبر السعودي من المراكز الأربعة الأولى من دورِي روشِن السعودِي للموسم الرياضي 2023–2024. حصدَ نادي الهِلَال لقب مسابقة دوري «روشن» السعودي لموسمِ 2023–2024، بعد فوزِهِ على نادي الحزم على ملعب مدينة الأمير فيصل بن فهد الرياضية والمعرُوف بِـ«ملعبِ الملز» في الجولة الحادية والثلاثين من دوري روشن السعودِي 2023–24 بنتيجة أربعة أهداف مقابل هدف وقبل ثلاثة جولات من نهاية الدّوري واحتل صدارة الترتيب برصيد 96 نقطة وبفارق 12 نقاط عن أقرب منافسه وصيف الترتيب نادي النصر، نجح نادي الهلال بتحقيق لقب الدوري السعودي دون أيّ هزيمة، ويعتبر النادي الوحيد في تاريخ دوري روشن السعودي الذي حصد هذا الإنجاز مرتين، وضمَن نادي النصر وصيف الدوري السعودي المشاركة في السوبر السعودي بعد فوزه ضد الأخدود بنتيجة 3–2 في الجولة الحادية والثلاثين من الدوري كذلك، وضمَن نادي الأهلي السعودي صاحب المركز الثالث المشاركة في السوبر السعودي بعد تعادله السلبي مع الرائد في الجولة 33 من مسابقة دوري روشن السعودي لموسمِ 2024–2023، وضمَن نادي التعاون صاحب المركز الرابع المُشاركة في السوبر السعوديّ في الجولة الأخيرة من مسابقة دوري روشن السُّعودي لموسمِ 2024–2023 ضدّ الاتفاق بهدف دون مقابل.
أقيمت قرعة كأس السوبر السعودي للموسم 2024-2025 يوم الثلاثاء 28 مايو 2024 في مقر استوديوهات قناة "SSC" في العاصمة الرياض، بحيث تمت عملية سحب قرعة مفتوحة غير مواجهة للفرق الأربعة المحدَّدة سلفاً مع نهاية مسابقة دوري روشن السعودي، وهي الهلال بطل دوري المحترفين، ونتيجة تواجد فريقي الهلال والنصر في صدارة دوري المحترفين، وفي المشهد الختامي لبطولة كأس الملك، فإنه من المقرر أن يشارك حسب اللائحة صاحب المركز الثالث من دوري روشن السعودي في البطولة نادي الأهلي، والتعاون صاحب المركز الرابع. أسفرت قرعة كأس السوبر السعودي للموسم 2024-2025 عن مواجهة نارية بين الهلال بطل دوري روشن، والأهلي ثالث جدول الترتيب، في أولى مواجهتيْ دور نصف النهائي للبطولة.
| الفرق   | طريقة التأهيل                                                           | المشاركة (المشاركات السابقة)                 | آخر ظهور                                            |
| ------- | ----------------------------------------------------------------------- | -------------------------------------------- | --------------------------------------------------- |
| الهلال  | بطل دوري روشن للمحترفين 2023–24 بطل كأس خادم الحرمين الشريفين 2023–24   | 8 (2015، 2016، 2018، 2020، 2021، 2022، 2023) | بطل كأس السوبر السعودي 2023 ضدّ الاتحاد              |
| النصر   | وصيف دوري روشن للمحترفين 2023–24 وصيف كأس خادم الحرمين الشريفين 2023–24 | 7 (2014، 2015، 2019، 2020، 2022، 2023)       | خروج من نصف نهائي كأس السوبر السعودي 2023 ضدّ الهلال |
| الأهلي  | الثالث في دوري روشن للمحترفين 2023–24                                   | 2 (2016)                                     | بطل كأس السوبر السعودي 2016 ضدّ الهلال               |
| التعاون | الرابع في دوري روشن للمحترفين 2023–24                                   | 2 (2019)                                     | وصيف كأس السوبر السعودي 2019 ضدّ النصر               |

### القرعة كأس السوبر السعودي 2024-25

#### إجراء قرعة
تم اجراء قرعة كأس السوبر السعودي 2024-2025 يوم الثلاثاء 28 مايو 2024 بحيث تكون غير موجهة من دون تحديد أي مستويات، وسيلتقي الفائز من المباراتين في النهائي، يشارك هذا الموسم نادي الهلال بصفته بطل دوري روشن للمحترفين موسم 2023–24، والنصر بصفته وصيف دوري روشن للمحترفين موسم 2023–24، والأهلي فالتعاون بصفتهما المركز الثالث والرابع من دوري روشن للمحترفين موسم 2023–24. قدم مراسم قرعة كأس السوبر السعودي رئيس لجنة المسابقات في الاتحاد السعودي لكرة القدم نعيم البكر بمشاركة حارس مرمى نادي النصر السابق خالد الصبياني ومهاجم نادي الهلال السابق يوسف جازع بحضور من ممثلي الأندية، قبل بدء إجراء القرعة تم وضع وعائين منفصلين، احتوت الوعاء الأول على أربعة كرات متماثل الشكل بداخل كل واحدة منها اسم الفريق المشاركة في بطولة، والوعاء الثاني على كرات متماثل الشكل بعدد الفرق المشاركة من 1 إلى 4، بدأ القرعة بسحب كرة واحدة من كرات الوعاء الأول من قبل الكابتن يوسف جازع للكشف عن اسم الفريق ومن ثم سحب كرة واحدة من كرات الوعاء الثاني من قبل كابتن خالد الصبياني لتحديد رقم الفريق، ويتم تسكين الفريق في الجدول حسب رقمه في القرعة، يمثل رقم (1) ورقم (3) اسم الفريق المستضيف، فيما يمثل رقم (2) ورقم (4) اسم الفريق الضيف.
أسفرت عملية سحب عن أول الأسماء ظهور في إجراءات القرعة نادي الهلال ورقم في عملية سحب (3) في الجدول ليعتبر الفريق المستضيف خلال نصف نهائي ، ثاني الأسماء ظهور كان النادي الأهلي ورقمه في عملية سحب (4) لملاقاة نادي الهلال حامل اللقب السابق، ويعتبر النادي الأهلي في هذه القرعة الفريق الضيف في مواجهة نصف النهائي الثاني، ثالث الأسماء ظهوراً كان نادي التعاون ورقمه في عملية سحب (1) ليعتبر الفريق المستضيف ويواجه نادي النصر ورقمه (2) الذي يعتبر الفريق الضيف في نصف النهائي الأول من بطولة السوبر السعودي.
الفائز من نصف نهائي الأول بين نادي التعاون والنصر يعتبر الفريق المستضيف في المباراة النهائية لمسابقة السوبر السعودي 2024-2025.
|  |  |  |  |  |  |  |  |  |  |  |  | وعاء (1) أسماء الفرق (4 فرق) | وعاء (1) أسماء الفرق (4 فرق) | وعاء (1) أسماء الفرق (4 فرق) | وعاء (1) أسماء الفرق (4 فرق) | وعاء (1) أسماء الفرق (4 فرق)    | وعاء (1) أسماء الفرق (4 فرق)    |                                 |                                 |                                 |                                 |  |  |                                       |                                       |                                       |                                       | وعاء (2) أرقام (من 1 - 4)             | وعاء (2) أرقام (من 1 - 4)             | وعاء (2) أرقام (من 1 - 4) | وعاء (2) أرقام (من 1 - 4) | وعاء (2) أرقام (من 1 - 4) | وعاء (2) أرقام (من 1 - 4) |  |  |  |  |  |  |  |  |  |  |  |  |  |  |
|  |  |  |  |  |  |  |  |  |  |  |  | وعاء (1) أسماء الفرق (4 فرق) | وعاء (1) أسماء الفرق (4 فرق) | وعاء (1) أسماء الفرق (4 فرق) | وعاء (1) أسماء الفرق (4 فرق) | وعاء (1) أسماء الفرق (4 فرق)    | وعاء (1) أسماء الفرق (4 فرق)    |                                 |                                 |                                 |                                 |  |  |                                       |                                       |                                       |                                       | وعاء (2) أرقام (من 1 - 4)             | وعاء (2) أرقام (من 1 - 4)             | وعاء (2) أرقام (من 1 - 4) | وعاء (2) أرقام (من 1 - 4) | وعاء (2) أرقام (من 1 - 4) | وعاء (2) أرقام (من 1 - 4) |  |  |  |  |  |  |  |  |  |  |  |  |  |  |
|  |  |  |  |  |  |  |  |  |  |  |  |                              |                              |                              |                              |                                 |                                 |                                 |                                 |                                 |                                 |  |  |                                       |                                       |                                       |                                       |                                       |                                       |                           |                           |                           |                           |  |  |  |  |  |  |  |  |  |  |  |  |  |  |
|  |  |  |  |  |  |  |  |  |  |  |  |                              |                              |                              |                              |                                 |                                 |                                 |                                 |                                 |                                 |  |  |                                       |                                       |                                       |                                       |                                       |                                       |                           |                           |                           |                           |  |  |  |  |  |  |  |  |  |  |  |  |  |  |
|  |  |  |  |  |  |  |  |  |  |  |  |                              |                              |                              |                              | سحب من الوعاء الأول يمثل الفريق | سحب من الوعاء الأول يمثل الفريق | سحب من الوعاء الأول يمثل الفريق | سحب من الوعاء الأول يمثل الفريق | سحب من الوعاء الأول يمثل الفريق | سحب من الوعاء الأول يمثل الفريق |  |  | سحب من الوعاء الثانية يمثل رقم الفريق | سحب من الوعاء الثانية يمثل رقم الفريق | سحب من الوعاء الثانية يمثل رقم الفريق | سحب من الوعاء الثانية يمثل رقم الفريق | سحب من الوعاء الثانية يمثل رقم الفريق | سحب من الوعاء الثانية يمثل رقم الفريق |                           |                           |                           |                           |  |  |  |  |  |  |  |  |  |  |  |  |  |  |

### مواجهة الفرق المشاركة حسب الآلية
|  | نصف النهائي   | نصف النهائي |               |       | نهائي | نهائي |
|  |               |             |               |       |       |       |
|  | 14 أغسطس 2024 |             |               |       |       |       |
|  |               |             |               |       |       |       |
|  | التعاون       | 0           |               |       |       |       |
|  | التعاون       | 0           | 17 أغسطس 2024 |       |       |       |
|  | النصر         | 2           |               |       |       |       |
|  | النصر         | 2           | النصر         | 1     |       |       |
|  | 13 أغسطس 2024 |             | النصر         | 1     |       |       |
|  |               | الهلال      | 4             |       |       |       |
|  | الهلال        | الهلال      | 4             | (4) 1 |       |       |
|  | الهلال        |             |               | (4) 1 |       |       |
|  | الأهلي        | (1) 1       |               |       |       |       |
|  | الأهلي        | (1) 1       |               |       |       |       |

## المكان
في مدينة الأمير سلطان بن عبد العزيز الرياضية، في مدينة أبها السعودية افتتحت مدينة الأمير سلطان الرياضية في عهد الملك فهد بن عبدالعزيز آل سعود، في عام 1404هجرية الموافق عام 1984 ميلادية، على طريق المحالة في مدينة أبها بمنطقة عسير على مساحة 242.750 متر مربع وتحتوي على ملعب رئيس وملاعب خارجية وصالة ألعاب رياضية وعدد من المرفقات، كأحد المنشآت الرياضية متعددة الأغراض على طريق المحالة في منطقة عسير جنوب المملكة العربية السعودية، لاستضافة المباريات والأحداث الرياضية وتحت إشرف وزارة الرياضة. أقيم على ملعب المدينة الرياضية بأبها عدد من البطولات المحلية والدولية ومنها بطولة ونهائي مسابقة كأس العرب للأندية الأبطال 2023 المعروفة بإسم بطولة كأس الملك سلمان للأندية الأبطال 2023 ضمن مسابقات الاتحاد العربي لموسم 2023، التي استضافتها السعودية في كل من الطائف، وأبها، والباحة.

## مباريات السوبر

### نصف النهائي الأول
| الهلال                                                        | 1 - 1 | الأهلي                                                                                      |
| ------------------------------------------------------------- | ----- | ------------------------------------------------------------------------------------------- |
| عبد الله الحمدان 77' · ألكساندر ميتروفيتش 90'                 | تقرير | 10' علي مجرشي · 66' روبرتو فيرمينو · 80' غابرييل فيغا · 88' إدوارد ميندي · 90+3' فرانك كيسي |
| ركلات الترجيح                                                 |       |                                                                                             |
| روبن نيفيز · سالم الدوسري · ألكساندر ميتروفيتش · سيرغي سافيتش | 4 - 1 | روبرتو فيرمينو · غابرييل فيغا · روجير إيبانيز                                               |

| الهلال | الأهلي |

|             |    | تشكيلة الفريق:       |  |
| GK          | 37 | ياسين بونو           |  |
| LB          | 6  | رينان لودي 72'       |  |
| CB          | 4  | خليفة الدوسري        |  |
| CB          | 87 | حسان تمبكتي          |  |
| RB          | 88 | حمد اليامي 62'       |  |
| DM          | 8  | روبن نيفيز           |  |
| CM          | 16 | ناصر الدوسري 62'     |  |
| LW          | 29 | سالم الدوسري         |  |
| AM          | 22 | سيرجي سافيتش         |  |
| RW          | 96 | ميشائيل ديلغادو      |  |
| CF          | 9  | ألكساندر ميتروفيتش   |  |
| البدلاء:    |    |                      |  |
| GK          | 21 | محمد العويس          |  |
| GK          | 17 | محمد الربيعي         |  |
| LB          | 12 | ياسر الشهراني 72'    |  |
| RB          | 66 | سعود عبد الحميد 62'  |  |
| DM          | 18 | مصعب الجوير          |  |
| CM          | 28 | محمد كنو             |  |
| LW          | 15 | محمد القحطاني        |  |
| CF          | 99 | عبد الله الحمدان 62' |  |
| CF          | 20 | عبد الله رديف        |  |
| المدرب:     |    |                      |  |
| جورجي جيسوس |    |                      |  |

|               |    | التشكيل الفريق:      |        |
| GK            | 16 | إدوارد ميندي         |        |
| LB            | 27 | بسام الحريجي         |        |
| CB            | 3  | روجير إيبانيز        |        |
| CB            | 28 | مريخ دميرال          |        |
| RB            | 27 | علي مجرشي 75'        |        |
| CM            | 79 | فرانك كيسي           |        |
| DM            | 30 | زياد الجهني 84'      |        |
| LW            | 8  | سميحان النابت 61'    |        |
| AM            | 10 | روبرتو فيرمينو       | القائد |
| RW            | 7  | رياض محرز            |        |
| FW            | 45 | عبدالكريم داريسي 61' |        |
| البدلاء:      |    |                      |        |
| GK            | 36 | عبد الرحمن الصانبي   |        |
| LB            | 12 | سعد بالعبيد          |        |
| DF            | 24 | عبد الباسط هندي 75'  |        |
| DF            | 49 | فهد الحمد 84'        |        |
| CM            | 19 | ياسين الزبيدي        |        |
| DM            | 46 | علي الأسمري          |        |
| AM            | 8  | غابرييل فيغا 61'     |        |
| RW            | 29 | فهد الرشيدي 61'      |        |
| CF            | 30 | هيثم عسيري           |        |
| المدرب:       |    |                      |        |
| ماتياس يايسله |    |                      |        |

| رجل المباراة: رياض محرز (الأهلي) الحكام المساعدون: ميكائيل بيرشيبرو أوريليان درويت الحكم الرابع: عبد الله الشهري حكم الفيديو: ستيفاني فرابارت مساعد حكم الفيديو: جيريمي بيغنارد |

### نصف النهائي الثاني
| التعاون                                         | 0 - 2 | النصر                                                                             |
| ----------------------------------------------- | ----- | --------------------------------------------------------------------------------- |
| فهد الجميعة 3' وليد الأحمد 29' جواو بيدرو 2+45' | تقرير | 8' أيمن يحيى · 26' علي لاجامي · 57' كريستيانو رونالدو · 90+3' مارسيلو بروزوفيتش · |

| التعاون | النصر |

|                    |    | تشكيلة الفريق:     |
| GK                 | 1  | مايلسون            |
| LB                 | 8  | سعد الناصر 81'     |
| CB                 | 3  | أندريه جيروتو      |
| CB                 | 23 | وليد الأحمد        |
| RB                 | 14 | فهد الجميعة        |
| DM                 | 18 | أشرف المهديوي      |
| LM                 | 99 | موسى بارو          |
| CM                 | 29 | أحمد باحسين 67'    |
| CM                 | 24 | فلافيو ميدييروس    |
| RM                 | 7  | محمد الكويكبي      |
| ST                 | 11 | جواو بيدرو         |
| البدلاء:           |    |                    |
| GK                 | 13 | عبد القدوس عطية    |
| CB                 | 32 | متعب المفرج        |
| CB                 | 93 | عون السلولي        |
| RB                 | 21 | فهد العبد الرزاق   |
| LB                 | 26 | إبراهيم الشعيل 67' |
| DM                 | 6  | سلطان الفرحان      |
|                    | 28 | تركي الشعيفان      |
| RW                 | 27 | سلطان مندش 81'     |
| CF                 | 9  | عبد الفتاح آدم     |
| المدرب:            |    |                    |
| رودولفو أروابارينا |    |                    |

|             |    | التشكيل الفريق:       |        |
| GK          | 24 | بينتو                 |        |
| LB          | 13 | أليكس تيليس           |        |
| CB          | 27 | إيميرك لابورت         |        |
| CB          | 78 | علي لاجامي            |        |
| RB          | 2  | سلطان الغنام          |        |
| DM          | 17 | عبد الله الخيبري 88'  |        |
| DM          | 77 | مارسيلو بروزوفيتش     |        |
| LW          | 10 | ساديو ماني 88'        |        |
| CM          | 25 | أوتافيو               |        |
| RW          | 23 | أيمن يحيى 76'         |        |
| CF          | 7  | كريستيانو رونالدو 81' | القائد |
| البدلاء:    |    |                       |        |
| GK          | 36 | راغد النجار           |        |
| CB          | 4  | محمد آل فتيل          |        |
| CB          | 5  | عبد الإله العمري      |        |
| RB          | 12 | نواف بوشل             |        |
| DM          | 6  | مختار علي 88'         |        |
| CM          | 8  | عبد المجيد الصليهم    |        |
| AM          | 94 | تاليسكا 76'           |        |
| LW          | 29 | عبد الرحمن غريب 81'   |        |
| CF          | 16 | محمد مران 88'         |        |
| المدرب:     |    |                       |        |
| لويس كاسترو |    |                       |        |

| رجل المباراة: أوتافيو (النصر) الحكام المساعدون: سيرو كاربوني أليساندرو جيالاتيني الحكم الرابع: سامي الجريس حكم الفيديو: دانييلي دوفيري مساعد حكم الفيديو: هشام الرفاعي |

### النهائي
| النصر                                                  | 1 - 4 | الهلال                                                                                              |
| ------------------------------------------------------ | ----- | --------------------------------------------------------------------------------------------------- |
| أوتافيو 33' · كريستيانو رونالدو 44' · سلطان الغنام 87' | تقرير | 12' حسان تمبكتي · 72' 28' مالكوم · 55' سيرغي سافيتش · 69' 63' ألكساندر ميتروفيتش · 76' سالم الدوسري |

| النصر | الهلال |

|             |    | تشكيلة الفريق:       |
| GK          | 24 | بينتو                |
| LB          | 13 | أليكس تيليس          |
| CB          | 27 | إيميرك لابورت        |
| CB          | 78 | علي لاجامي           |
| RB          | 2  | سلطان الغنام         |
| CM          | 25 | أوتافيو              |
| DM          | 17 | عبد الله الخيبري 75' |
| LW          | 10 | ساديو ماني           |
| AM          | 94 | تاليسكا 75'          |
| RW          | 23 | أيمن يحيى 26'        |
| CF          | 7  | كريستيانو رونالدو    |
| البدلاء:    |    |                      |
| GK          | 36 | راغد النجار          |
| CB          | 4  | محمد آل فتيل         |
| RB          | 12 | نواف بوشل            |
| DM          | 6  | مختار علي 75'        |
| CM          | 8  | عبد المجيد الصليهم   |
| AM          | 14 | سامي النجعي 75'      |
| LW          | 29 | عبد الرحمن غريب 26'  |
| CF          | 16 | محمد مران            |
| CF          | 30 | مشاري النمر          |
| المدرب:     |    |                      |
| لويس كاسترو |    |                      |

|             |    | التشكيل الفريق:       |        |
| GK          | 37 | ياسين بونو            |        |
| LB          | 6  | رينان لودي 80'        |        |
| CB          | 3  | خاليدو كوليبالي       |        |
| CB          | 87 | حسان تمبكتي           |        |
| RB          | 66 | سعود عبد الحميد       |        |
| DM          | 8  | روبن نيفيز            |        |
| AM          | 77 | مالكوم 79'            |        |
| LW          | 29 | سالم الدوسري 4+90'    | القائد |
| AM          | 22 | سيرجي سافيتش          |        |
| RW          | 96 | ميشائيل ديلغادو 3+90' |        |
| CF          | 9  | ألكساندر ميتروفيتش    |        |
| البدلاء:    |    |                       |        |
| GK          | 21 | محمد العويس           |        |
| LB          | 12 | ياسر الشهراني 80'     |        |
| CB          | 4  | خليفة الدوسري         |        |
| RB          | 88 | حمد اليامي            |        |
| CM          | 16 | ناصر الدوسري 4+90'    |        |
| DM          | 18 | مصعب الجوير           |        |
| CM          | 28 | محمد كنو 79'          |        |
| LW          | 15 | محمد القحطاني 3+90'   |        |
| CF          | 99 | عبد الله الحمدان      |        |
| المدرب:     |    |                       |        |
| جورجي جيسوس |    |                       |        |

| رجل المباراة: ألكساندر ميتروفيتش (الهلال) الحكام المساعدون: بيدرو ريبيرو بيدرو مارتينز الحكم الرابع: فيصل البلوي حكم الفيديو: تياجو مارتينز مساعد حكم الفيديو: هيلدر مالهيرو |

### بطل المسابقة
توج نادي الهلال في بطولة كأس السوبر السعودي للمرة الخامسة في تاريخه، ليبتعد عن أقرب منافسيه بفارق بطولتين ، بعدما استدرك الهلال تأخره بهدف في الشوط الأول إلى انتصار بنتيجة 4-1 على نادي النصر في نهائي كأس السوبر السعودي لكرة القدم يوم السبت على ملعب مدينة الأمير سلطان بن عبدالعزيز الرياضية (المحالة) بمدينة أبها، في نهائي حصل الصربي ميتروفيتش على جائزة أفضل لاعب في كأس السوبر السعودي. توج المغربي ياسين بونو بجائزة أفضل حارس مرمى في السوبر السعودي.
| بطل مسابقة كأس السوبر السعودي لعام 2024 (كأس الدرعية للسوبر السعودي) |
| -------------------------------------------------------------------- |
| نادي الهلال السعودي لكرة القدم اللقب الخامس                          |
|                                                                      |

## احصائيات

### أفضل الهدافين وصناع تمريرات حاسمة
| م | المركز | اسم اللاعب         | النادي | الأهداف | صناعة تمريرة حاسمة | صناعة تمريرة حاسمة | صناعة تمريرة حاسمة | صناعة تمريرة حاسمة | صناعة تمريرة حاسمة | صناعة تمريرة حاسمة |
| - | ------ | ------------------ | ------ | ------- | ------------------ | ------------------ | ------------------ | ------------------ | ------------------ | ------------------ |
| 1 | FW     | ألكساندر ميتروفيتش | الهلال | 3       | سالم الدوسري       | 1                  | روبن نيفيز         | 1                  | مالكوم فيليبي      | 1                  |
| 2 | FW     | كريستيانو رونالدو  | النصر  | 2       | سلطان الغنام       | 1                  | عبد الرحمن غريب    | 1                  | —                  | —                  |
| 3 | FW     | روبرتو فيرمينو     | الأهلي | 1       | رياض محرز          | 1                  | —                  | —                  | —                  | —                  |
| 4 | RW     | أيمن يحيى          | النصر  | 1       | كريستيانو رونالدو  | 1                  | —                  | —                  | —                  | —                  |
| 5 | AM     | سيرغي سافيتش       | الهلال | 1       | ألكساندر ميتروفيتش | 1                  | —                  | —                  | —                  | —                  |
| 6 | AM     | مالكوم فيليبي      | الهلال | 1       | —                  | —                  | —                  | —                  | —                  | —                  |